# Наваррский народный университет
Наваррский народный университет (баск. Nafarroako Unibertsitate Publikoa) — государственный университет, созданный в 1987 году правительством испанской автономной области Наварра (исп. Navarra, баск. Nafarroa).
Главный кампус расположен в Памплоне, на окраине города, недалеко от стадиона ФК «Осасуна» Рейно-де-Наварра (Estadio Reyno de Navarra, в прошлом — «Эль-Садар»). Во время 2008/09 учебного года был открыт новый кампус в Туделе, городе на юге Наварры.
Здание школы медицинских наук (Ciencias de la Salud) было размещено вне кампуса, рядом с двумя крупнейшими больницами города.
В настоящее время в университет обучается около 10 тыс. студентов, по пятнадцати различным направлениям, наиболее популярными из которых являются бизнес-администрирование и несколько различных инженерных специальностей.
Кроме того, в университет проходят обучение иностранные студенты, принимающих участие в Erasmus, ISEP (International Student Exchange Programs), Virrey Palafox или других программах обучения по обмену.

## Факультеты и школы
Наваррский народный университет в настоящее время включает в себя следующие факультеты и школы:
- Факультет экономических наук и делового администрирования
- Факультет социальных и гуманитарных наук
- Техническая школа сельскохозяйственного машиностроения
- Техническая школа промышленного инжиниринга и телекоммуникаций
- Школа медицинских наук